# Gustaf Runbom
Gustaf C. Runbom, född 19 mars 1799, död 9 juni 1855 i Stockholm, var en svensk litograf och stentryckare.
Runbom drev från början av 1820-talet ett stentryckeri i Stockholm och var under en period verksam i firman Runbom & Schultén. Han arbetade huvudsakligen med merkantilt tryck men utförde även planscher i övertryck. Troligen var han den första stentryckaren i Stockholm som utförde övertryck Bland hans tryckta planscher märks Johan Gustaf Liljegrens Runlära som ritades av Abraham Engel på transporterpapper och därifrån övertryckt till stenen av Runbom. Bland Runboms kända arbeten märks ett litografi av löjtnant Knut Erik Vänne Höökenberg.